# Marc Kögl
Marc Kögl (* 22. September 2003 in Eisenstadt) ist ein österreichischer Fußballspieler.

## Karriere
Kögl begann seine Karriere beim ASV Neufeld. Zur Saison 2016/17 wechselte er zum UFC St. Georgen/Eisenstadt. Zur Saison 2017/18 wechselte er in die AKA Burgenland, in der er in Folge sämtliche Altersstufen durchlief. Im Jänner 2021 wechselte er zur viertklassigen SV Oberwart. Für die Oberwarter kam er aber aufgrund des COVID-bedingten Saisonabbruchs nie zum Einsatz.
Zur Saison 2021/22 schloss Kögl sich den Amateuren des Zweitligisten SV Lafnitz an. In seiner ersten Saison kam er zu 27 Einsätzen für Lafnitz II in der Landesliga. In der Saison 2022/23 absolvierte er ebenfalls 27 Partien. Zur Saison 2023/24 rückte er in den Profikader der Steirer. Sein Debüt in der 2. Liga gab er dann im August 2023, als er am dritten Spieltag der Saison 2023/24 gegen den FC Dornbirn 1913 in der 84. Minute für Philipp Siegl eingewechselt wurde. Dies blieb sein einziger Einsatz für Lafnitz. Nach der Saison 2023/24 verließ er den Verein.
Zur Saison 2024/25 wechselte Kögl anschließend zum viertklassigen UFC Jennersdorf.